# Політична система Грузії
Політична система Грузії (Сакартвело) заснована на унітарній парламентській республіці з трьома гілками влади: законодавчою, виконавчою та судовою, а також багатопартійній системі.

## Президент
Президент є главою держави, має прерогативу у визначенні напрямків внутрішньої та зовнішньої політики держави, а також у сфері оборони та безпеки. Обирається шляхом всенародного голосування строком на 5 років. Одна і та ж особа може бути обрана президентом не більше двох разів поспіль.
Дійсний Президент Грузії — Саломе Зурабішвілі
3-й Президент — Міхеіл Саакашвілі (з 25 січня 2004, повторно обраний 5 січня 2008). Відсоток отриманих голосів — 53,5% у першому ж турі.
 5
5-й Президент Грузії — Саломе Зурабішвілі (з 16 грудня 2018 р.) Зурабішвілі здобула перемогу в другому турі з результатом 59,56 %. Перша в історії країни жінка-президент.
4-й Президент Грузії — Георгій Маргвелашвілі (з 17 листопада 2013 р. до 16 грудня 2018 р.). Відсоток отриманих голосів — 62,12 % у першому ж турі.

## Законодавча влада
Однопалатний парламент у складі 150 депутатів (по 75 за пропорційною і мажоритарною системами). Останні вибори — 21.05.2008 року. Депутати представляють 4 політичних партії
- провладна партія «Єдиний національний рух» — 120,
- блок «Об'єднана опозиція» — 16,

- опозиційний «Християнсько-демократичний рух» — 6,
- опозиційна «Лейбористська партія» — 6,
- опозиційна Республіканська партія — 2.

Спікер Парламенту Давид Бакрадзе (перший номер в списку правлячої партії).
Парламентські комітети:
- комітет із захисту прав людини — 15 депутатів,
- з аграрних питань — 18,
- освіти, науки, культури і спорту — 18,
- охорони навколишнього середовища і природних ресурсів — 15,
- галузевої економіки і економічної політики — 19,
- євроінтеграції — 15,
- оборони і безпеки — 19,
- юридичних питань — 17,
- регіональної політики, самоуправління і високогірних регіонів −19,
- зовнішніх зв'язків −17,
- процедурних питань −15,
- охорони здоров'я — 17,
- фінансів та бюджету — 15.

## Виконавча влада
Глава держави — президент, який є безпосереднім керівником для силових міністерств уряду.
Уряд на чолі з прем'єр-міністром. Прем‘єр є керівником всіх інших міністерств.
Президентом визначається кандидатура на пост прем'єр-міністра, який за погодженням з президентом формує список кандидатів до складу уряду. Склад уряду подається президентом до парламенту на затвердження.
Діючий Уряд Грузії сформовано в лютому 2009 року.
Прем'єр-міністр Грузії — Ніколо Гілаурі (з 06.02.09 року).
Міністр закордонних справ Грузії — Грі гол Вашадзе.

## Судова влада
Судова влада: Конституційний суд, Верховний суд та місцеві суди (міські, районні).
Судді Конституційного суду призначаються на паритетних засадах, по 3 члени за квотами Президента, Парламенту та Верховного суду.
Судді Верховного суду призначаються парламентом за квотою президента та голови Верховного суду.
Інші судді обираються Парламентом.

## Партії
- «Єдиний національний рух» (Ґріґол Вашадзе)
- «Демократичний рух — Єдина Грузія» (Ніно Бурджанадзе)
- «Шлях Грузії» (Саломе Зурабішвілі)
- блок «Об'єднана опозиція» (Леван Гачечіладзе)
- «Християнсько-демократичний рух» (Георгій Таргамадзе)
- «Лейбористська партія» (лідер Шалва Нателашвілі)
- «Республіканська партія» (Давид Усупашвілі)
- «Промисловість врятує Грузію» (Ґоґі Топадзе)
- «Нові праві» (Давид Гамкрелідзе)
- «Консервативна партія» (Звіад Дзидзигурі та Каха Кукава)

## Зовнішня політика
Грузія активно працює з багатьма міжнародними організаціями. У 1999 р. стала повноправним членом Ради Європи і СОТ. Грузія була ініціатором розширення ГУУАМ (за рахунок Узбекистану). Вона тісно співпрацює з ООН та ОБСЄ, активно розвиває стосунки з НАТО. Грузія була членом СНД, але 17 серпня 2009 року добровільно вийшла з нього.

## Внутрішньополітичні проблеми
Після розпаду СРСР Грузія успадкувала проблеми з внутрішніми автономіями. В останні роки свого існування московська комуністична верхівка заохочувала сепаратиські настрої в автономіях союзних республік, і підтримувала оформлення квазі-державних установ за прямої участі російських військових і спецслужбових кадрів, що протистояли республіканському центру.
У 1992—1993 роках напруга переросла в збройне протистояння. За участі російських найманців і російської зброї в протистоянні Грузія втратила контроль над більшою частиною Абхазії та Південної Осетії, грузинські державні установи на цих територіях були згорнуті, а сепаратиські режими заохочували прийняття громадянами російського громадянства. До 2008 конфлікти тут перебували в замороженій стадії. У вересні 2008 Грузія за допомогою збройних сил спробувала відновити свій суверенітет над непідконтрольною частиною Південної Осетії, але у відповідь отримала повноцінне вторгнення російських військ 58-ї армії і приданих формувань авіації і флоту на свою територію. 26 серпня 2008 Росія одноосібно визнала незалежність Абхазії та Південної Осетії.